# Челпанова
Челпа́нова — деревня в Качугском районе Иркутской области России. Входит в Верхоленское муниципальное образование. 
Находится на левом берегу реки Куленги, в 3,5 км к западу от центральной части села Верхоленск.

## Население
| 2002 | 2010 | 2011 | 2012 |
| ---- | ---- | ---- | ---- |
| 111  | ↘64  | →64  | ↘56  |

Гендерный состав
По данным Всероссийской переписи, в 2010 году в деревне проживали 64 человека (26 мужчин и 38 женщин).

## История
Населённый пункт получил своё название от фамилии основателя. По мнению иркутского журналиста и краеведа Геннадия Бутакова, фамилия Челпан может иметь эвенкийские корни и переводи́ться как берёза (эвенк. Чалбуг — березняк). Многие казаки, крестьяне, промышленники и другие сибирские первопроходцы первоначально не имели фамилий. Позже в качестве фамилий брались прозвища, а также названия местностей, в которых селились эти люди.
В конце XIX — начале XX века в селе жила известная сказительница русских сказок Наталья Осиповна Винокурова.